# Blade: The Series
Blade: The Series é uma série de televisão americana de ação criada por David S. Goyer e Geoff Johns, baseada no personagem Blade, da Marvel Comics. Os eventos da série ocorrem depois da "Trilogia Blade" escrita por Goyer. Estreou em 28 de junho e foi encerrada em 13 de setembro de 2006.
A série foi exibida nos Estados Unidos pelo canal a cabo Spike TV, e no Brasil pela televisão a cabo na Warner Channel e televisão aberta pelo SBT.

## Sinopse
A veterana do exército, Krista Starr, está em busca do assassino de seu irmão gêmeo. Em meio às investigações, ela descobre uma inacreditável organização de vampiros em Detroit, liderada pelo implacável Marcus Van Sciver.
Envolvida nas armações das criaturas da noite, vai contar com a relutante ajuda de Blade, o caçador de vampiros - metade humano, metade vampiro. Este anti-herói é dotado de incríveis poderes e armamentos que utiliza em sua luta para dar fim à raça de sugadores de  sangue.

## Elenco
| Atores        | Personagens                   |
| ------------- | ----------------------------- |
| Sticky Fingaz | Eric Brooks / Blade           |
| Jill Wagner   | Krista Starr                  |
| Nelson Lee    | Shen                          |
| Neil Jackson  | Marcus Van Sciver             |
| Jessica Gower | Chase                         |
| Emily Hirst   | Charlotte (Blade: The Series) |

## Episódios
| N.º | Título                  | Dirigido por          | Escrito por                                 | Exibição original      |
| --- | ----------------------- | --------------------- | ------------------------------------------- | ---------------------- |
| 1   | "Blade: Casa de Chthon" | Peter O'Fallon        | Geoff Johns & David S. Goyer                | 28 de junho de 2006    |
| 2   | "Blade: Casa de Chthon" | Peter O'Fallon        | Geoff Johns & David S. Goyer                | 28 de junho de 2006    |
| 3   | "A Morte Continua"      | Michael Robison       | David Simkins                               | 5 de julho de 2006     |
| 4   | "Descida"               | John Fawcett          | Adam Targum                                 | 12 de julho de 2006    |
| 5   | "Linhagens"             | Felix Enriquez Alcala | Geoff Johns                                 | 19 de julho de 2006    |
| 6   | "O Mal Interior"        | Michael Robison       | Daniel Truly                                | 26 de julho de 2006    |
| 7   | "Entrega"               | Alex Chapple          | Barbara Nance                               | 2 de agosto de 2006    |
| 8   | "Sacrifício"            | David Straiton        | Chris Ruppenthal                            | 9 de agosto de 2006    |
| 9   | "Volta do Parafuso"     | Norberto Barba        | Barbara Nance                               | 16 de agosto de 2006   |
| 10  | "Anjos e Demônios"      | Felix Enriquez Alcala | Adam Targum                                 | 23 de agosto de 2006   |
| 11  | "Caçadores"             | Brad Turner           | Geoff Johns                                 | 30 de agosto de 2006   |
| 12  | "Monstros"              | Ken Girotti           | Daniel Truly                                | 6 de setembro de 2006  |
| 13  | "Conclave"              | Alex Chapple          | David S. Goyer & Daniel Truly & Geoff Johns | 13 de setembro de 2006 |